# Cabra-das-pedras
O Oreotragus oreotragus, comummente conhecido como cabra-das-pedras, é um pequeno antílope africano, pertencente à família dos bovinos, que se caracteriza pela crespa pelagem acastanhada, de ventre e queixo alvadios, cascos afiados e hastes curtas, rectas e pontiagudas, nos machos.
Habita nas zonas pedregosas e acidentadas do Sul do continente africano, desde o Nordeste do Sudão, passando pela Eritreia, pelo Norte da Somália, pelas Terras Altas da Etiópia, pela costa da Namíbia e pelo Sudoeste angolano.

## Nomes comuns
Dá ainda pelos seguintes nomes comuns: cabrito-das-pedras  e, particularmente em Angola, conca.

## Características
A cabra-das-pedras trata-se de um antílope africano de pequeno porte, que pesa entre 8 a 18 quilos, sendo que as fêmeas costumam, em média, pesar mais do que os machos.
No que toca às suas dimensões, podem medir entre 75 e 115 centímetros.
Todavia, o dimorfismo sexual, que se evidenciou no peso, também se espelha nas dimensões destes animais, pelo que as fêmeas também tendem a ser maiores do que os machos, atingindo uma média de noventa centímetros e meio de comprimento, ao passo que os machos têm em média oitenta e seis centímetros de comprimento.
As cabras-das-pedras afiguram-se como antílopes rabicurtos e achaparrados, de pescoços curtos e quadris grandes e orelhas redondas e grandes. Segregam feromonas de glândulas pré-orbitais, que se evidenciam a negro, nos cantos dos olhos.Estas glândulas costumam desenvolver-se mais nos machos do que nas fêmeas.
À guisa doutras variedades de antílopes africanos, os pêlos das cabras-das-pedras são ocos e acaçapados. Alternando entre os 15 e os 28 milímetros de comprimento, escudam-nas do calor e do frio extremos, resguardam-nas de perdas excessivas de humidade e protegem-nas de lesões mais superficiais.
A coloração da pelagem das cabras-das-pedras advém da pigmentação das pontas dos pêlos. Um só pêlo de cabra-das-pedras, se analisado individualmente, à partida, apresenta uma coloração mais clara junta à raiz, que vai escurecendo, até ficar de uma tonalidade castanha-amarelada, à medida que se aproxima das pontas.
Em geral, a pelagem das cabras-das-pedras varia conforme a região de origem e a subespécie, pelo que, a título ilustrativo, a subespécie O. o. oreotragus exibe uma pelagem mais amarelada e ocelada a castanho; ao passo que a O. o. transvaalensis já se mostra com uma pelagem uniformemente castanha-dourada e a O. o. stevensoni, por seu turno, se apresenta com uma pelagem mais acizentada e mate. A cauda costuma ser da mesma cor que a pelagem do resto do corpo, na face superior, mas por baixo, na face inferior, tende a ser mais clara. No ventre, sob o queixo e em torno da boca soem de ter uma pelagem mais esbranquiçada. O verso das orelhas destes antílopes africanos costuma estar recoberto de pêlos escuros, ao passo que o interior da orelha se encontra repleto de pêlos brancos compridos.